# VV Veendam in het seizoen 1956/57
Het seizoen 1956/1957 was het derde jaar in het bestaan van de Veendamse betaaldvoetbalclub Veendam. De club kwam uit in de Tweede divisie A en eindigde daarin op de zesde plaats. Tevens deed de club mee aan het toernooi om de KNVB beker, hierin werd de club in de vierde ronde uitgeschakeld door HVC (1–2).

## Wedstrijdstatistieken

### Tweede divisie A
|       | Be Quick | Enschedese Boys | Go Ahead | Heerenveen | Heracles | Leeuwarden | Oldenzaal | Oosterparkers | PEC   | Rheden | Tubantia | Velocitas | Zwartemeer | Zwolsche Boys |
| ----- | -------- | --------------- | -------- | ---------- | -------- | ---------- | --------- | ------------- | ----- | ------ | -------- | --------- | ---------- | ------------- |
| Thuis | 2 – 2    | 2 – 0           | 1 – 1    | 0 – 1      | 2 – 2    | 0 – 5      | 3 – 3     | 2 – 1         | 3 – 2 | 4 – 2  | 3 – 0    | 5 – 1     | 4 – 0      | 3 – 2         |
| Uit   | 2 – 4    | 0 – 0           | 3 – 4    | 1 – 1      | 5 – 2    | 4 – 1      | 5 – 2     | 1 – 1         | 0 – 2 | 2 – 1  | 1 – 1    | 1 – 3     | 3 – 3      | 3 – 5         |

### KNVB beker
| 1e ronde                                         | Veendam                                                           | 5 – 1 (2 – 0) | Achilles               |
| 26 augustus 1956 Plaats: Veendam De Langeleegte  | Leo Stemkens –', –' Jan van der Berg Klaas van der Berg –', –'    |               | Hans Hogenbirk         |
| 2e ronde                                         | Veendam                                                           | 5 – 1 (3 – 0) | Nicator                |
| 16 september 1956 Plaats: Veendam De Langeleegte | Piet Jager 25', –' Klaas van der Berg –', –' Jan van der Berg 88' |               | Henk Efdé              |
| 3e ronde                                         | GVAV                                                              | 0 – 1 (0 – 0) | Veendam                |
| 26 december 1956 Plaats: Groningen Oosterpark    |                                                                   |               | 60' Mattheus Korte     |
| 4e ronde                                         | Veendam                                                           | 1 – 2 (1 – 1) | HVC                    |
| 3 maart 1957 Plaats: Veendam De Langeleegte      | Sietze de Jong 20'                                                |               | 10', 80' Jan Nederhand |

## Statistieken Veendam 1956/1957

### Eindstand Veendam in de Nederlandse Tweede divisie 1956 / 1957
| Stand | Gespeeld | Gewonnen | Gelijk | Verloren | Punten | Doelpunten voor | Doelpunten tegen |
| ----- | -------- | -------- | ------ | -------- | ------ | --------------- | ---------------- |
| 6e    | 28       | 13       | 9      | 6        | 35     | 64              | 53               |

### Topscorers
| #                | Naam                     | Goal |
| ---------------- | ------------------------ | ---- |
| 1.               | Klaas van der Berg       | 20   |
| 2.               | Piet Jager               | 9    |
| 3.               | Jan van der Berg         | 8    |
| 4.               | Sietze de Jong           | 7    |
| 5.               | Leo Stemkens             | 6    |
| 6.               | Mattheus Korte           | 5    |
| 7.               | Afinus de Vries          | 4    |
| 8.               | Luitje Dekker            | 1    |
| 8.               | Henk Löhr                | 1    |
| 8.               | Jannie Löhr              | 1    |
| Eigen doelpunten |                          |      |
| –                | Piet Damhof (Zwartemeer) | 1    |
| –                | Joop Jansen (Zwartemeer) | 1    |
| Totaal           | Totaal                   | 64   |

| #      | Naam               | Goal |
| ------ | ------------------ | ---- |
| 1.     | Klaas van der Berg | 4    |
| 2.     | Jan van der Berg   | 2    |
| 2.     | Piet Jager         | 2    |
| 2.     | Leo Stemkens       | 2    |
| 5.     | Sietze de Jong     | 1    |
| 5.     | Mattheus Korte     | 1    |
| Totaal | Totaal             | 12   |